# Хейс, Шон
Шон Па́трик Хейс (англ. Sean Patrick Hayes; род. 26 июня 1970, Глен-Эллин, Чикаго, Иллинойс, США) — американский актёр, комик, певец и продюсер. Наибольшую известность ему принесла роль Джека Макфарленда в ситкоме «Уилл и Грейс» (1998—2006, 2017 — 2020). За свою роль он выиграл премию «Эмми», четыре премии Гильдии киноактёров США, а также получил шесть номинаций на премию «Золотой глобус».
Хейс также известен по ролям в кинофильмах «Голливудский поцелуй Билли» (1998), «Свидание со звездой» (2004), «Пока не сыграл в ящик» (2007) и «Блюзмены» (2008), и работе на театральной сцене. Он был номинирован на премию «Тони» в категории «Лучшая мужская роль в мюзикле» за роль в постановке «Обещания, обещания».

## Биография
Хейс, имеющий ирландское происхождение, родился в Иллинойсе в семье Мэри и Рональд Хейсов. Он был воспитан в римско-католических традициях. Окончив Glenbard West High School в Глен-Эллин (Иллинойс), Хейс поступил в Университет штата Иллинойс.
Шон переехал в Лос-Анджелес в 1995 году, где поначалу работал комиком. Уже через год он получил роль в одном эпизоде сериала «Шёлковые сети».
В 1998 году Хейс получает главную роль в фильме «Голливудский поцелуй Билли», а также начинает исполнять роль Джека Макфарленда в ситкоме «Уилл и Грейс». Этот сериал приносит начинающему актёру мировую славу и множество профессиональных наград, включая премию «Эмми».
Хейс после получает ещё много ролей: Джерри Льюис в телевизионном фильме «Мартин и Льюис» (2002), Уэйн в «Празднике Эйприл» (2003), Ричард Леви в «Свидании со звездой» (2004), а также роль второго плана в фильме «Пока не сыграл в ящик», где его напарниками по съёмкам стали Джек Николсон и Морган Фримен.
Дебют Шона Хейса на Бродвее состоялся вместе с Кристин Ченовет в апреле 2010 года в мюзикле «Обещания, обещания». За эту роль актёр был номинирован на театральную премию «Тони». Он также был ведущим на 64-й церемонии вручения премии «Тони» 13 июня 2010 на CBS.
В 2017 году Шон озвучил персонажа Стивена из фильма Эмоджи фильм.

## Личная жизнь
На протяжении многих лет Хейс отказывался обсуждать свою сексуальную ориентацию, но в 2010 году рассказал о своей гомосексуальности. В ноябре 2014 года он сочетался браком со своим партнёром, композитором Скоттом Айсеноглом, после восьми лет отношений.

## Фильмография
| Год          |    | Русское название                                        | Оригинальное название                                | Роль                                    |
| ------------ | -- | ------------------------------------------------------- | ---------------------------------------------------- | --------------------------------------- |
| 1986         | ф  | Лукас                                                   | Lucas                                                | зритель                                 |
| 1996         | с  | Шёлковые сети                                           | Silk Stalkings                                       | Роджер                                  |
| 1998         | ф  | Голливудский поцелуй Билли                              | Billy's Hollywood Screen Kiss                        | Билли Коллир                            |
| 1998—2006    | с  | Уилл и Грейс                                            | Will & Grace                                         | Джек Макфарленд                         |
| 2000         | мф | Базз Лайтер из звёздной команды: приключения начинаются | Buzz Lightyear of Star Command: The Adventure Begins | мозговой стручок #13                    |
| 2001         | ф  | Кошки против собак                                      | Cats & Dogs                                          | Тинклс                                  |
| 2001         | с  | Клиника                                                 | Scrubs                                               | Ник Мёрдок                              |
| 2002         | тф | Мартин и Льюис                                          | Martin and Lewis                                     | Джерри Льюис                            |
| 2003         | ф  | Праздник Эйприл                                         | Pieces of April                                      | Уэйн                                    |
| 2003         | ф  | Кот                                                     | The Cat in the Hat                                   | мистер Хамберфлуб / голос золотой рыбки |
| 2004         | ф  | Свидание со звездой                                     | Win a Date with Tad Hamilton!                        | Ричард Леви                             |
| 2006         | мс | Том идёт к мэру                                         | Tom Goes to the Mayor                                | экскурсовод                             |
| 2007         | ф  | Пока не сыграл в ящик                                   | The Bucket List                                      | Томас                                   |
| 2007         | с  | Студия 30                                               | 30 Rock                                              | Джесси Парселл                          |
| 2008         | ф  | Блюзмены                                                | Soul Men                                             | Дэнни Эпштейн                           |
| 2008         | мф | Игорь                                                   | Igor                                                 | Брэйн                                   |
| 2010         | ф  | Кошки против собак: Месть Китти Галор                   | Cats & Dogs: The Revenge of Kitty Galore             | Тинклс                                  |
| 2011         | с  | Красотки в Кливленде                                    | Hot in Cleveland                                     | Чед                                     |
| 2012         | ф  | Три балбеса                                             | The Three Stooges                                    | Ларри Файн                              |
| 2012         | ф  | Хватай и беги                                           | Hit and Run                                          | профессор Сэнди Остерман                |
| 2013         | мф | Университет монстров                                    | Monsters University                                  | Терри Перри                             |
| 2013         | с  | Смэш                                                    | Smash                                                | Терренс Фоллс                           |
| 2013—2014    | с  | Шон спасает мир                                         | Sean Saves the World                                 | Шон                                     |
| 2014         | с  | Миллеры в разводе                                       | The Millers                                          | Кип Финкл                               |
| 2014         | с  | Возвращение                                             | The Comeback                                         | он сам                                  |
| 2017 — н. в. | с  | Уилл и Грейс                                            | Will & Grace                                         | Джек Макфарленд                         |
| 2021         | мс | Команда К                                               | Q-Force                                              | Стив Мэриуэзер                          |

## Театр
| Год  | Постановка         | Роль | Примечания                                       |
| ---- | ------------------ | ---- | ------------------------------------------------ |
| 2010 | Обещания, обещания | Чак  | Номинация — премия «Тони» лучшему актёру мюзикла |